# Barbeito (Vilasantar)
Barbeito (llamada oficialmente Divino Salvador de Barbeito) es una parroquia española del municipio de Vilasantar, en la provincia de La Coruña, Galicia.

## Entidades de población
Entidades de población que forman parte de la parroquia:
- Albite (Alvite)
- Alxofreo
- Carapetelo
- Cruce Sesmonde (O Cruce de Sesmonde)
- Currás (Os Currás)
- Filgueiras (As Filgueiras)
- Guiliade
- Lousa (A Lousa)
- Meilá
- Pazo (O Pazo de Mende)
- Pazos
- Pedrouzo (Pedrouzos)
- Porto (O Porto de Barbeito)
- Regueiro (O Regueiro)
- Ril
- Viladarcas
- Vitrís
- Xarela (A Xarela)
- A Brea
- O Castro

## Despoblados
- Carballoa (A Carballoa)
- Mende

## Demografía
| Gráfica de evolución demográfica de Barbeito entre 2000 y 2021 |
|                                                                |
| Datos según el nomenclátor publicado por el INE.               |